# Bismarckdenkmal (Bad Bentheim)

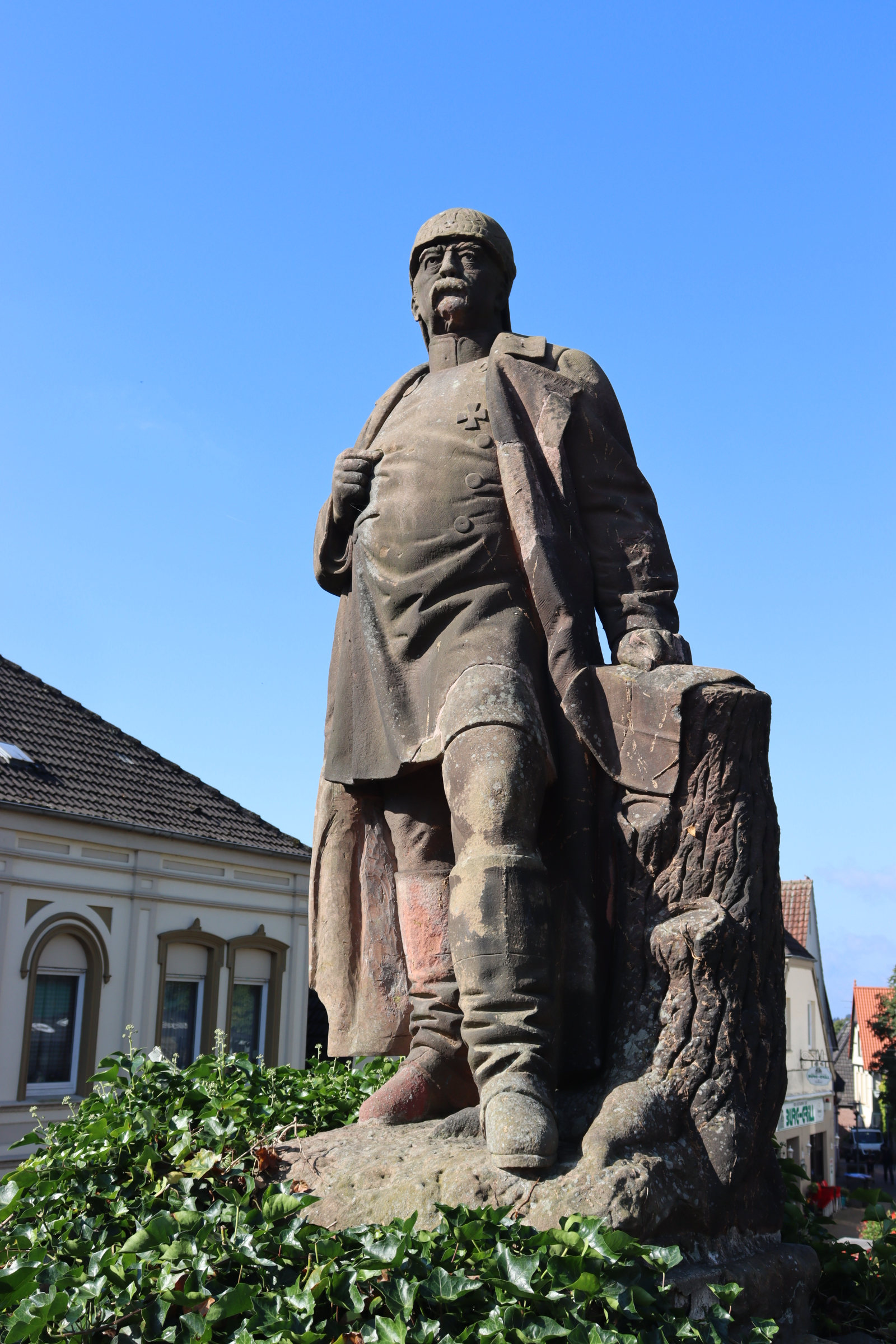
Bismarck-Denkmal in Bad Bentheim

Das Bismarck-Denkmal steht seit 1901 in Bad Bentheim in Niedersachsen unterhalb der Burg Bentheim.

## Bismarck und Bad Bentheim

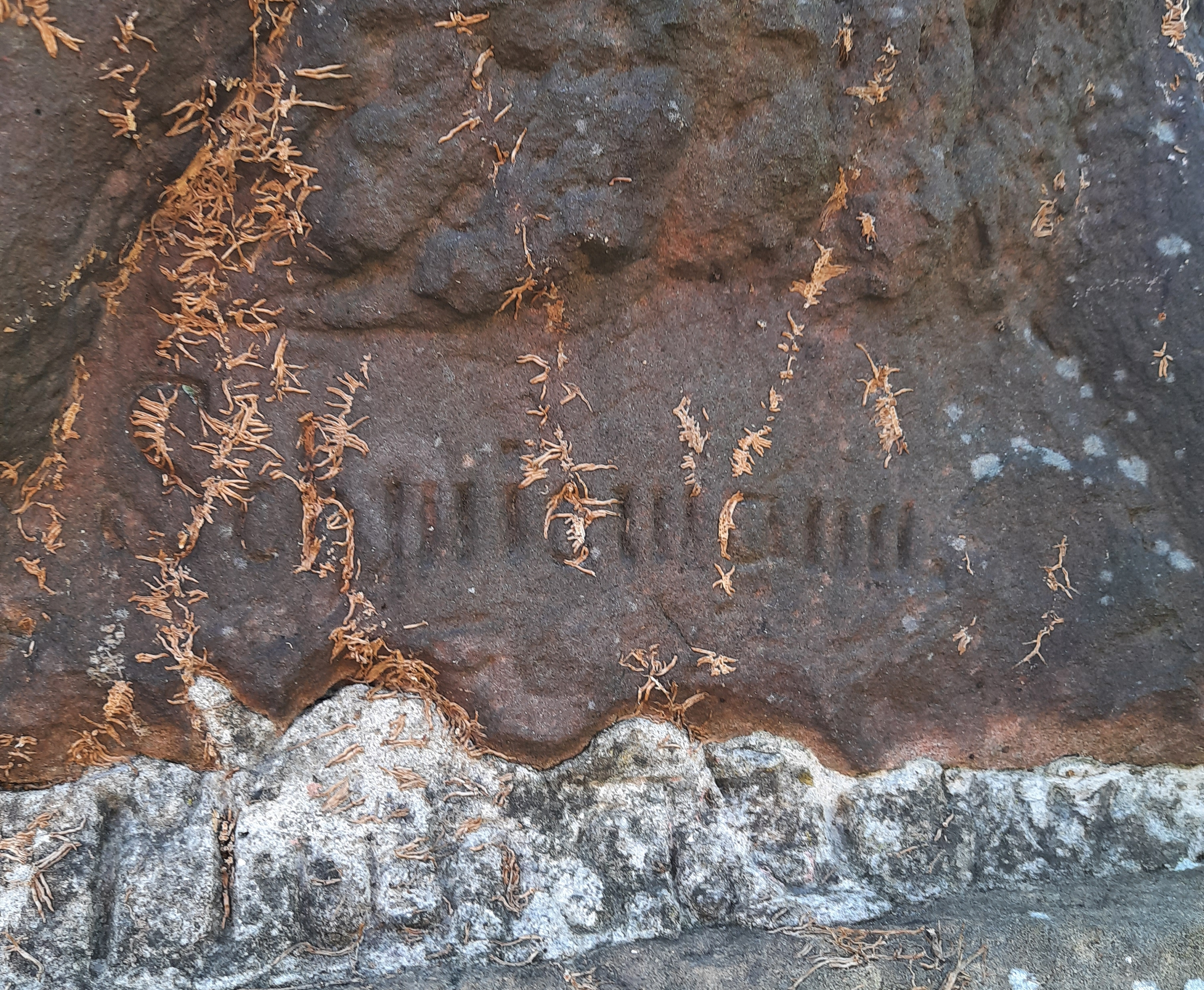
Inschrift August Schmiemann (Münster)

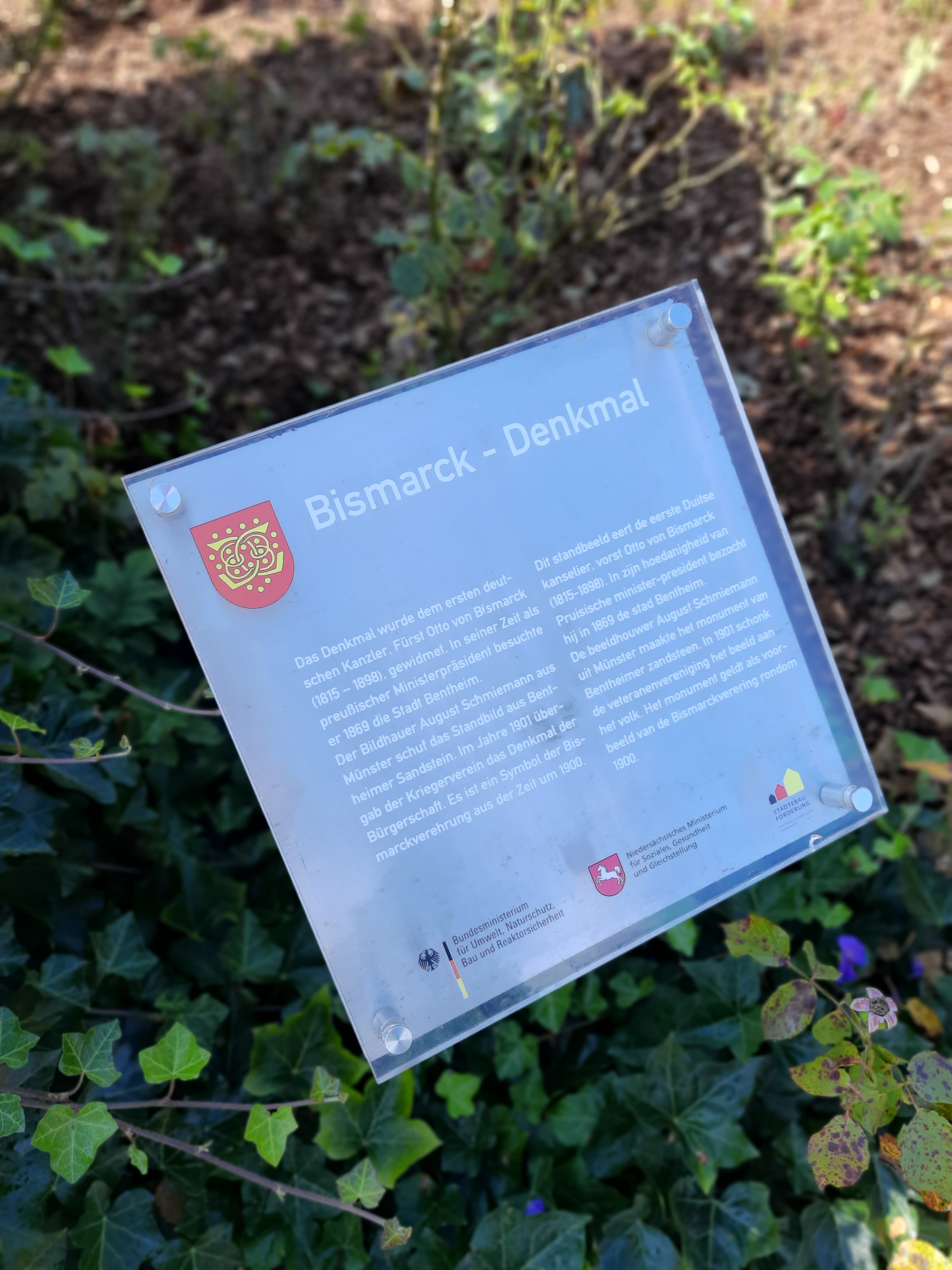
Gedenktafel am Bismarck-Denkmal

1869 besuchte der spätere Reichskanzler Otto von Bismarck (1815–1898) den Kurort Bad Bentheim. Ihm zu Ehren beauftragte der Kriegerverein den Bildhauer August Schmiemann aus Münster mit der Schaffung der 2,90 m hohen Figur aus Bentheimer Sandstein. Sie steht unterhalb der Burg Bentheim auf dem nach ihm benannten Bismarckplatz.
Am 16. Juni 1901 wurde das Denkmal in Anwesenheit des Fürsten zu Bentheim-Steinfurt feierlich enthüllt.
Das Denkmal ist als Baudenkmal wegen seiner geschichtlichen Bedeutung 1989 mit der umgebenden Platzanlage unter Denkmalschutz gestellt worden und wird im Denkmalatlas Niedersachsen aufgeführt.